# 元正花
元正花（1974年1月29日—），朝鮮女性間諜，最高人民會議常任委員會委員長金永南的親戚。
她曾偽裝成脱北者在南韓從事情報收集活動，2008年7月15日她與她繼父金東淳被韓國檢察機關逮捕。

## 出自
她生於咸鏡北道的清津，生父與繼父也是國家安全保衛部工作人員。生父於1974年潜入韓国行動時被殺，後由在國家安全保衛部工作的金東淳養育，1989年加入特種部隊，1992年因受傷離隊，因與友人偷锌而逃亡，潛伏中朝國境約6年。
後來國家安全保衛部認為她膽大，臨機應變和思想開放適合對南工作而赦免她。1999年從中朝國境地帶潛入延吉和琿春捉回100位脱北者，後受國家安全保衛部命令潜入韓國。

## 對南工作
2000年3月21日，受朝鮮勞動黨總書記金正日指示，偽装成脱北者從事對南諜報工作。2001年10月在韓國結婚後正式開始從事諜報活動。
她在一些婚姻介紹所徵婚，表明希望介紹的對象是韓國軍人，並和七位與脱北者團體有關係的韓國士官發生肉體關係以套取情報。這些情報後來也流入國家安全保衛部。後來受命暗殺前朝鮮勞動黨國際關係部書記黄長燁。

## 雙重間諜
在2003年至2004年，韓國情報部門向她索要北朝鮮機密情報，她的確有提供情報，但價值微薄。

## 綁架
她被指對中國的韓國企業家進行綁架。

## 逮捕
2008年7月15日，她從日本回韓國後被檢察機關以有違反國家保安法的嫌疑逮捕，她在韓國軍中的協助人也被逮捕。
8月起訴，10月15日水原地方裁判所1審判以懲役5年，10月20日上訴駁回，維持原判。
同年12月23日，在監獄自殺未遂。